# Kanton Broglie
Kanton Broglie (fr. Canton de Broglie) je francouzský kanton v departementu Eure v regionu Horní Normandie. Skládá se z 20 obcí.

## Obce kantonu
- Broglie
- Capelle-les-Grands
- Chamblac
- La Chapelle-Gauthier
- Ferrières-Saint-Hilaire
- La Goulafrière
- Grand-Camp
- Mélicourt
- Mesnil-Rousset
- Montreuil-l'Argillé
- Notre-Dame-du-Hamel
- Saint-Agnan-de-Cernières
- Saint-Aubin-du-Thenney
- Saint-Denis-d'Augerons
- Saint-Jean-du-Thenney
- Saint-Laurent-du-Tencement
- Saint-Pierre-de-Cernières
- Saint-Quentin-des-Isles
- La Trinité-de-Réville
- Verneusses